# Saint-Pierre-Bois
Saint-Pierre-Bois település Franciaországban, Bas-Rhin megyében. Lakosainak száma 776 fő (2022. január 1.). Saint-Pierre-Bois Albé, Blienschwiller, Dambach-la-Ville, Neubois, Reichsfeld, Saint-Maurice, Scherwiller, Thanvillé és Triembach-au-Val községekkel határos.

## Népesség
A település népessége az elmúlt években az alábbi módon változott:
| Lakosok száma | 764  | 775  | 799  | 771  | 769  | 763  | 752  | 748  | 776  |
|               | 2013 | 2015 | 2016 | 2017 | 2018 | 2019 | 2020 | 2021 | 2022 |